# Addio Anatolia

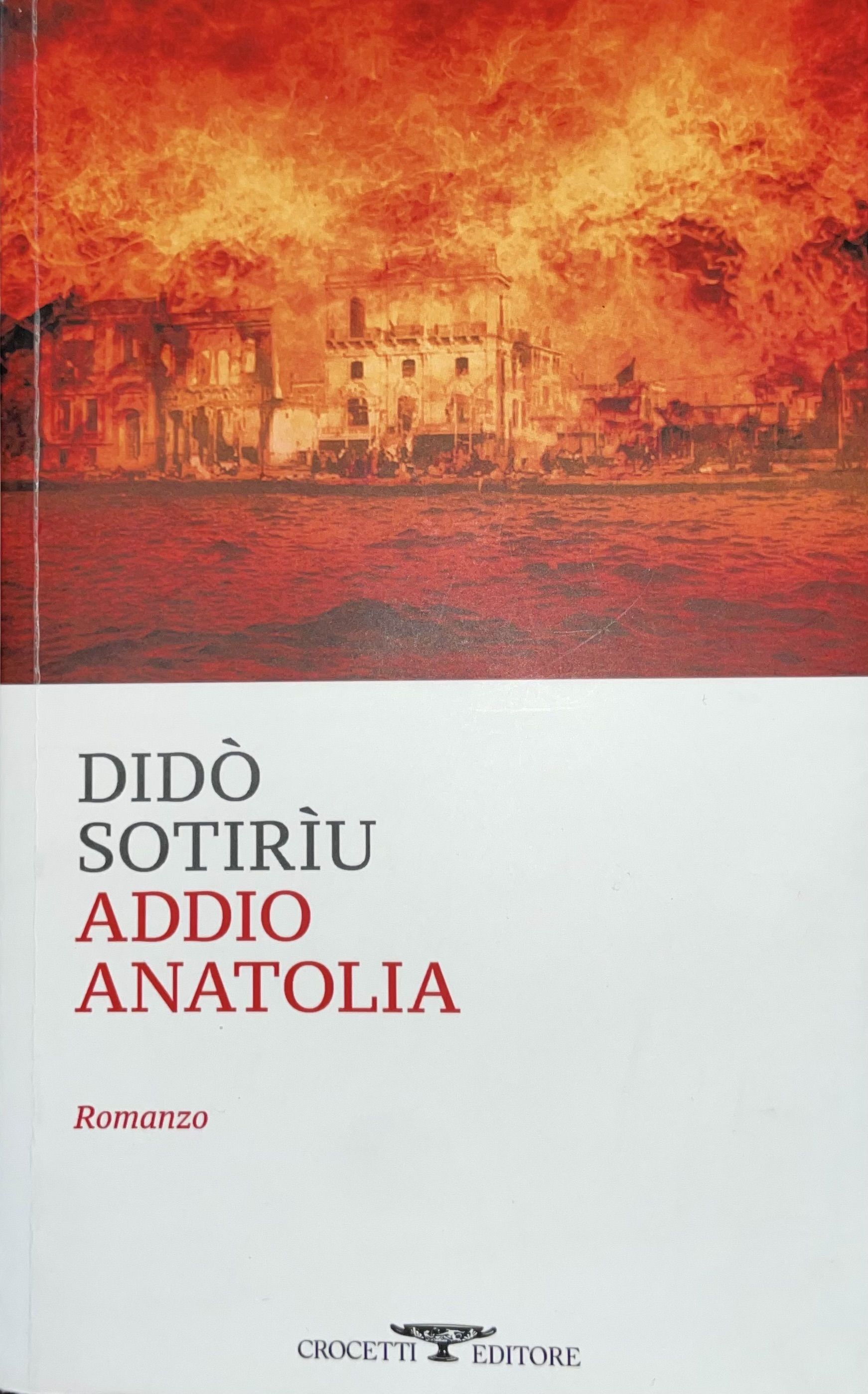
Copertina dell'edizione italiana

Addio Anatolia (titolo originale: Ματωμένα χώματα, lett. "Terre insanguinate") è un romanzo storico di Didò Sotirìou pubblicato per la prima volta ad Atene nel 1962. È considerato un classico della letteratura greca contemporanea, basato sulle vicende della prima guerra mondiale, della guerra greco-turca e della catastrofe dell'Asia Minore
L'autrice, che ha vissuto in prima persona la fuga dall'Anatolia insieme alla propria famiglia a 11 anni, denuncia in modo equanime il fallimento di ogni forma di nazionalismo, incolpando invece i grandi stati europei mossi dalla corruzione.

## Trama
Le vicende del libro, ambientato nei primi decenni del Novecento, sono narrate in prima persona da Manolis Axiotis, un giovane proveniente da una famiglia di contadini che vive nel villaggio di Kirkintzes, che sorge non lontano da Smirne nell'attuale Turchia, dove convivono pacificamente turchi, greci e armeni. Con l'entrata dell'Impero ottomano nella prima guerra mondiale, il protagonista viene spedito nei battaglioni di lavoro (Amele Taburları), dove lavora come bracciante in condizioni disumane e dai quali tenta più volte di fuggire, rischiando le gravi punizioni riservate per i disertori. Axiotis vedrà la definitiva rottura di quell'armonia antica, essendo testimone in questo periodo del massacro della popolazione greca per mano dei turchi, spinti dall'odio aizzato sempre di più dai vertici politici. Finita la guerra, torna al suo villaggio. Nel frattempo l'Impero ottomano, uscendo sconfitto dalla guerra, si ritrova ridotto entro i limiti della penisola anatolica a causa del trattato di Sèvres, con il quale la Grecia guadagna le città di Adrianopoli e Smirne e punta così a realizzare la "Megali Idea", ovvero la restaurazione della Grecia bizantina, il cui principale sostenitore era Eleutherios Venizelos. Con l'arrivo delle truppe greche in Anatolia inizia la guerra greco-turca (1919-1922). Le truppe, a cui si è unito anche il protagonista, avanzano ottenendo diverse vittorie e si lasciano andare anche razzie e massacri ai danni della popolazione turca. Axiotis conosce Nikitas Drosakis, un disilluso studente di Creta, impegnato politicamente e che lascia trasparire idee socialiste - è importante ricordare che l'autrice era affiliata al Partito Comunista di Grecia. Drosakis tenterà di far capire al protagonista i secondi fini e gli interessi sia del governo greco sia di quello turco, sollevando dubbi sulla guerra che la Grecia stava portando avanti, ma Axiotis si rifiuterà inizialmente di ascoltarlo, preso dall'esaltazione nazionalista, preferendo continuare a credere ciecamente nella spedizione. L'esercito viene poi sconfitto vicino ad Ankara e il protagonista tenta di rifugiarsi a Smirne, dove assiste in prima persona al massacro della comunità armena e greca e all'incendio di Smirne, simbolo della cultura ellenica che permeava quelle terre da millenni. Il libro si conclude con la sua partenza per la Grecia e con la consapevolezza della fine di quel sogno di poter riunire tutte le terre greche sotto un unico stato.